# Orquesta Sinfónica Nacional (Argentina)
La Orquesta Sinfónica Nacional es una agrupación sinfónica argentina de carácter estatal con sede en Buenos Aires, Argentina. Fue creada por el gobierno de Juan Domingo Perón en 1948 bajo el nombre de Orquesta Sinfónica del Estado, con el objeto de “que constituya el diapasón  de universal resonancia que  nuestra música requiere y brinde, a la vez, el medio más eficaz de educación artística del pueblo” (Decreto N.º 35879 del 20 de noviembre de 1948). En 1955 adoptó su nombre definitivo de Orquesta Sinfónica Nacional. Desde 2015 no cuenta con director musical titular.

## Historia
El 20 de noviembre de 1948 por decreto N.º 35.879/48 del poder Ejecutivo a cargo de Juan Domingo Perón se crea la Orquesta Sinfónica del Estado. Su primer director fue Roberto Kinsky. Concebida para hacer presentaciones a lo largo de todo el territorio argentino, su actividad estuvo con preponderancia circunscrita al ámbito de la ciudad de Buenos Aires. Con el fin de promocionar a directores, compositores y músicos locales, todos designados por concurso el gobierno peronista creó la sinfónica. A partir de ese objetivo, se presentó en más de 50 ciudades argentinas y en países como España, los Estados Unidos, Chile y hasta Japón.
El organismo estuvo siempre bajo la jurisdicción del gobierno argentino, específicamente al área de Cultura. Comenzó funcionando en el Teatro Colón, pero tras la dictadura antiperonista de Pedro Eugenio Aramburu, que derrocó a Perón en 1955, el inteventor del Teatro, el empresario Jorge de Urbano, comenzó una política de persecución a artistas y entre sus polémicas medidas expulsó a la Orquesta Nacional del teatro, donde era su sede.
El último Director Titular de la orquesta fue el Maestro Pedro Ignacio Calderón (declarado emérito) quien ejerció este cargo entre 1994 y 2015, momento a partir del cual la agrupación comenzó a ser conducida exclusivamente por directores invitados. Debe reconocerse al organismo su invariable voluntad de incluir en sus programas un espacio para estrenos de compositores argentinos.
Aunque su repertorio es eminentemente clásico e incluso barroco, la orquesta ha incursionado en géneros como los del tango, el pop  y el jazz entre otros. Son ejemplos de esto sus presentaciones con Gustavo Cerati (exlíder de la banda de pop argentina Soda Stereo), con Memphis La Blusera, con el grupo folclórico argentino Los Nocheros y con el multifacético compositor y pianista argentino Lalo Schifrin, autor del célebre tema instrumental de apertura de la serie de televisión Misión Imposible. En 2015, durante el gobierno de Férnandez tras 67 años la orquesta logró un espacio propio en el centro cultural Néstor Kirchner.
En 2016, ya bajo el gobierno de Mauricio Macri, comenzó una política de recortes en la orquesta. A 2017 los músicos contratados no cobraban sus salarios desde hace meses. Todas las giras nacionales e internacionales fueron suspendidas, al igual que los concursos. El destacado director chileno Francisco Retting volvió a su país y finalmente el Ministerio de Cultura canceló conciertos.

### Concierto inaugural
El primer concierto de la historia de la orquesta fue dirigido por Roberto Kinsky  en el Teatro Colón de la ciudad de Buenos Aires el 30 de noviembre de 1949. En aquella jornada inicial se ejecutaron las siguientes obras: La Consagración de la Casa, obertura de Beethoven; Sinfonía n.º 2  de Brahms; Scherzo fantástico de Stravinski; El tarco  en flor"  de Gianneo; y Gaucho con botas nuevas de Gilardi.

### Giras y presentaciones internacionales
- España: en 1991 realiza su primera gira a Europa, actuando en diferentes ciudades de España. La delegación estaba presidida por Eduardo García Caffi y bajo la batuta de Simón Blech.
- Chile: en 1992 la orquesta se presenta en Chile también presidida por Eduardo García Caffi y dirigida por Juan Carlos Zorzi.
- Brasil: ese mismo año actúa en San Pablo durante el Festival de Invierno de Giordao, dirigida también por Simón Blech.
- Japón y Estados Unidos: coincidiendo con el cincuentenario de su fundación, en 1998 el organismo emprende una gira a Japón, con Martha Argerich actuando como solista en Tokio, culminando la misma con un concierto en la ciudad de Los Ángeles.
- Islas Canarias: en 2000 participa en la XVI Edición del Festival de Música de las Canarias, España. En esa ocasión la agrupación sinfónica interpreta un concierto el 26 de enero en Las Palmas de Gran Canaria y el 31 de enero en Santa Cruz de Tenerife. En este marco el consagrado pianista brasileño Nelson Freire interpreta el Concierto N.º 1 de Chopin. El programa incluyó además el "Adiós Nonino" para bandoneón y orquesta de Astor Piazzolla, destacándose la actuación solística de Osvaldo Raúl Ayala.

## Premios y reconocimientos
La Orquesta Sinfónica Nacional recibió el Diploma al Mérito otorgado por la Fundación Konex en reconocimiento a las invalorables contribuciones que el conjunto artístico otorgó a la cultura argentina a lo largo de una década en cada una de las ediciones a la música clásica: 1989,199,2009 y 2019. Finalmente fue reconocida como la orquesta de trayectoria más significativa de la década al otorgarle el Gran Jurado de la Fundación, el Premio Konex de Platino 2019.
Fue distinguida, asimismo, por la Asociación de Críticos Musicales de la Argentina como Mejor Orquesta de las Temporadas 1996, 1998, 2000 y 2002.

## Directores

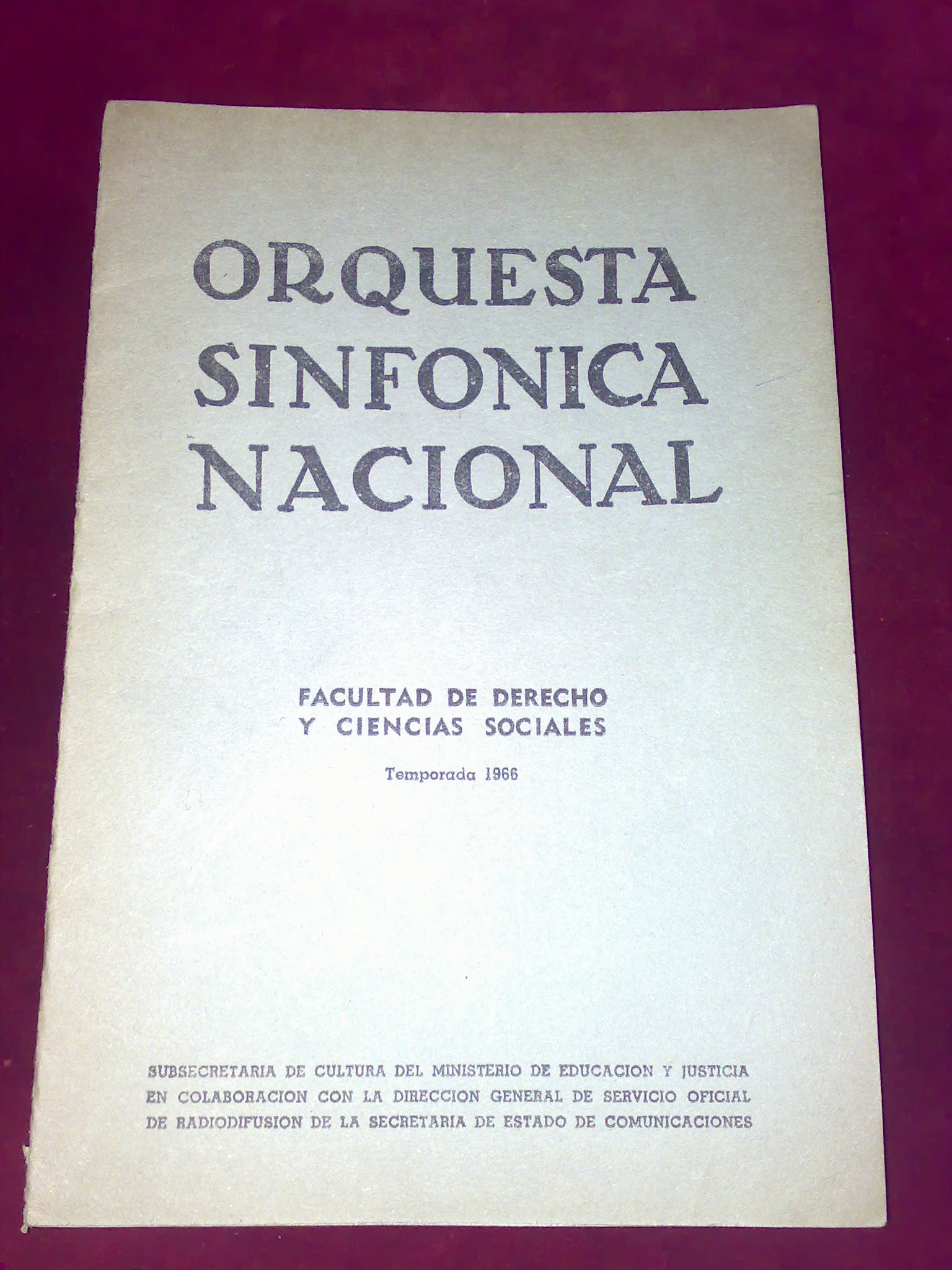
Portada de un histórico programa de mano utilizado en un concierto de la temporada 1966.

### Directores musicales
- Roberto Kinsky
- Juan José Castro
- Victor Tevah
- Simón Blech
- Teodoro Fuchs
- Juan Carlos Zorzi
- Jacques Bodmer
- Bruno D'Astoli
- Jorge Rotter
- Jorge Fontenla
- Pedro Ignacio Calderón

### Directores invitados
A lo largo de sus más de 60 años de vida, la orquesta fue dirigida por importantísimas figuras internacionales invitadas como: antes de ser oficialmente fundada la OSNA; la Orquesta Estable del Teatro Colón (que es en cierto modo un antecedente de la OSNA) tuvo como directores invitados a Camille Saint-Saëns (1904) y a Ernest Ansermet (1922); ya oficialmente con el nombre actual la orquesta ha tenido como directores invitados a Sergiu Celibidache (1950), Georg Solti (1951), Félix Prohaska (1953), Heitor Villa-Lobos (1953), Ígor Stravinski 1960), Willem van Otterloo (también en 1960),  Paul Klecki (1962), Aram Jachaturián y Pablo Casals (1964), Kurt Masur (1979),  Zubin Mehta (1981), Erich Kleiber, Ígor Markévich, Hermann Scherchen, Rudolf Kempe, Antal Dorati, Sir Malcolm Sargent, Hans Rosbaud, Jean Fournet, Frank Martin, entre otros directores.

## Solistas destacados
Algunos de los famosos solistas con los que la agrupación tuvo el honor de compartir escenario fueron Arthur Rubinstein (1951), Ruggiero Ricci (1953), Nicanor Zabaleta (1957), György Sandor (1960), Uto Ughi, Barry Douglas.y la gran pianista argentina Martha Argerich, en repetidas oportunidades.

## Compositores argentinos destacados
La Orquesta Sinfónica Nacional Argentina ha tenido como compositores destacados a: Carlos Guastavino, Carlos López Buchardo, Alberto Williams, Juan José Castro, Alberto Ginastera e, inclusive de un modo contingente aunque de enorme valor y significado a Astor Piazzolla y Osvaldo Pugliese (estos como grandes representantes de lo que se llama el tango sinfónico).

## Nueva sede de la Orquesta

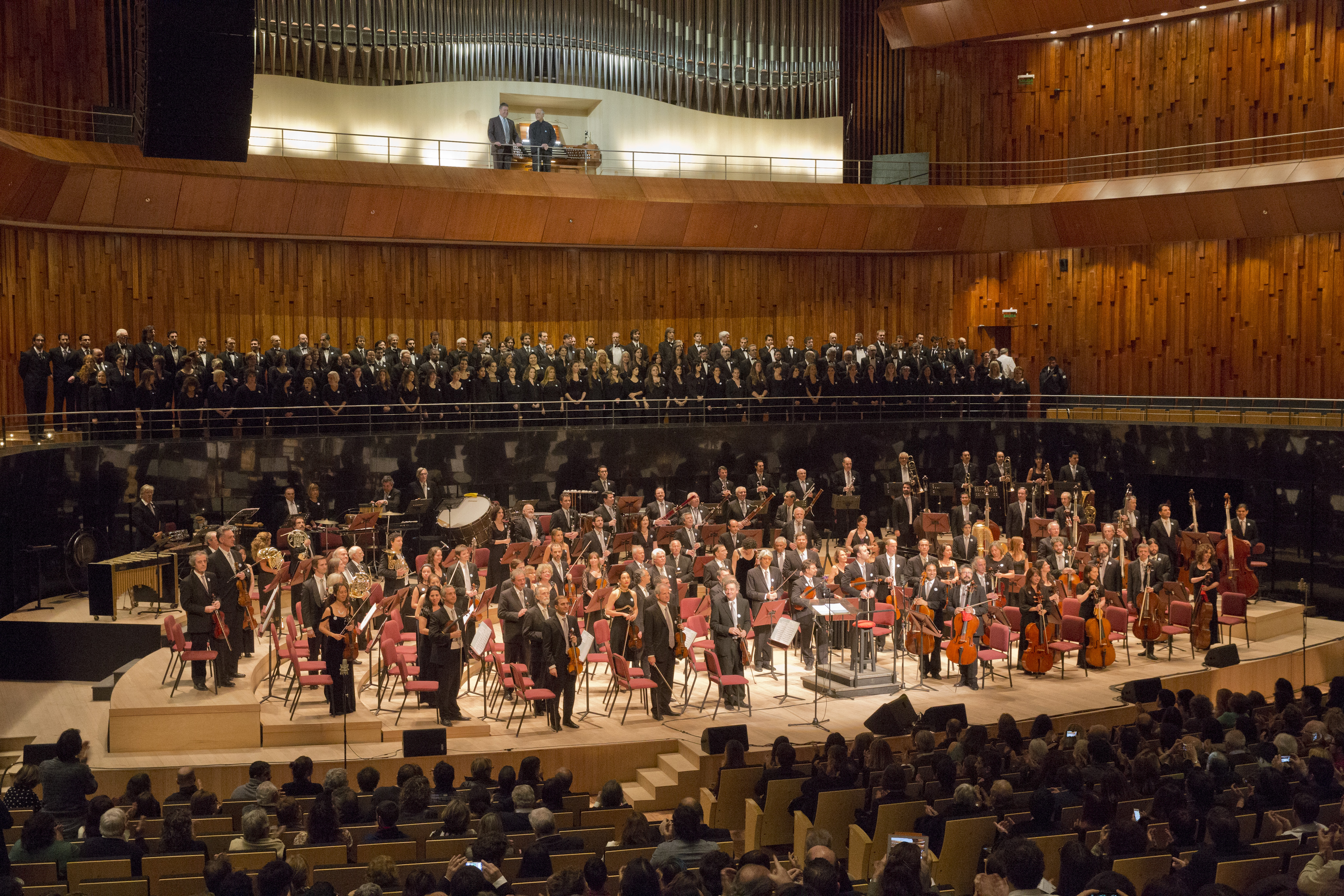
Vista de "La ballena azul", sala sinfónica del centro cultural Néstor Kirchner luego del primer concierto en su sede, donde se interpretó el Himno Nacional Argentino.

El 24 de mayo de 2015 y con la presencia de importantes autoridades nacionales e invitados especiales la Orquesta Sinfónica Nacional hizo su concierto inaugural en el centro cultural Néstor Kirchner.
La sala denominada "La ballena azul" (actualmente "Sala Sinfónica") ubicada en el segundo piso del mencionado centro cultural y diseñada especialmente para conciertos sinfónicos, constituye a partir de esta primera presentación, la nueva sede artística de este organismo. Con esta designación se saldó una vieja deuda que las diferentes administraciones tenían pendientes con esta orquesta desde su misma fundación.
En la oportunidad se ejecutó el Concierto n.° 5 para piano y orquesta de Ludwig van Beethoven, con el pianista Horacio Lavandera como solista, Fuga y Misterio de Astor Piazzolla, Pachamama de Esteban Benzecry, la Suite de Danzas del ballet "Estancia" de Alberto Ginastera y el Himno Nacional Argentino interpretado por la cantante Elena Roger. Todas las obras se realizaron bajo la batuta de Pedro Ignacio Calderón.